# Princesse de Béarn
'Princesse de Béarn' est un cultivar de rosier obtenu en 1885 par le rosiériste français Louis Lévêque. Il rend hommage à la princesse de Béarn, née Cécile-Charlotte-Marie de Talleyrand-Périgord (1854-1890), personnalité mondaine de l'époque, et épouse de Laure-Henri-Gaston de Galard de Béarn 1840-1893), comte de Béarn, prince de Béarn et Viana, marquis de Brassac.

## Description
Il s'agit d'un hybride remontant présentant un buisson au feuillage dense et vert foncé bleuâtre pouvant atteindre 120 cm de hauteur, et au bois peu aiguillonné. Ses fleurs sont grosses (10 cm), très pleines et doubles (26-40 pétales) en forme de coupe. Elles sont de couleur rouge foncé à rouge vermillon et modérément parfumées. La floraison, le plus souvent en fleurs isolées, est légèrement remontante. Cette variété résiste à des températures hivernales de -15° C/-20° C. 
Ce rosier était à la mode à la Belle Époque, surtout pour les fleurs en vase. On peut l'admirer dans plusieurs grandes roseraies publiques, notamment en Allemagne, comme à la roseraie de Sangerhausen.
Cette variété est issue d'un semis de 'Duc Decazes' (Touvais, 1860). Elle est très rarement commercialisée.

## Descendance
'Carmen' (Lambert, 1905) est un croisement de Rosa rugosa var. rosea et 'Princesse de Béarn'. Le croisement du semis ['Frau Karl Druschki' (Lambert, 1895/1901) × 'Captain Hayward'] avec le pollen 'Princesse de Béarn' a donné l'hybride remontant 'Barbarossa' (Welter, 1906).
Le croisement du semis 'Princesse de Béarn' × pollen ['Pharisäer' × 'Madame Caroline Testout' (Pernet-Ducher, 1890)] a donné naissance à 'Professor J. Vendel' (Geduldig, 1907).